# Alberndorf im Pulkautal
Alberndorf im Pulkautal är en ort och kommun  i Österrike. Den ligger i distriktet Hollabrunn i förbundslandet Niederösterreich, 60 kilometer norr om huvudstaden Wien.  Kommunen har i norr en kort gräns mot Tjeckien.